# Кјезануова (Мачерата)
Кјезануова (итал. Chiesanuova) насеље је у Италији у округу Мачерата, региону Марке.
Према процени из 2011. у насељу је живело 811 становника. Насеље се налази на надморској висини од 197 м.